# Municipalités du Vietnam

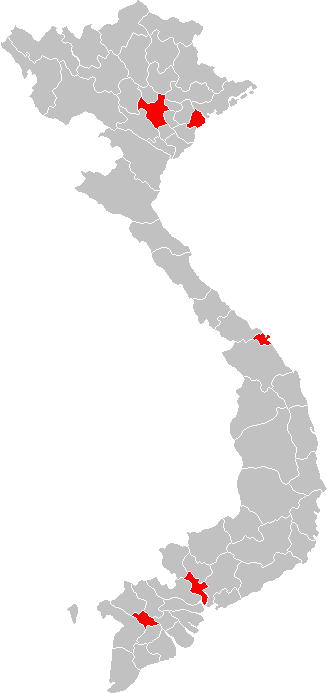
Les municipalités du Viêt Nam.

Dans le schéma de division administrative du Viêt Nam, 5 municipalités ont le même statut que les provinces. Ces 5 municipalités sont les villes les plus importantes du Viêt Nam.

## Municipalités du Vietnam
| Municipalité          | Type            | Région                | Population (rec. 2009) | Densité (/km²) | Superficie (km²) | nombre de districts |
| --------------------- | --------------- | --------------------- | ---------------------- | -------------- | ---------------- | ------------------- |
| Hà Nội                | Classe spéciale | Delta du Fleuve Rouge | 6 451 909              | 1 943,4        | 3 344,7          | 10                  |
| Thành phố Hồ Chí Minh | Classe spéciale | Đông Nam Bộ           | 7 162 864              | 3 419          | 2 095            | 19                  |
| Cần Thơ               | 1re-classe      | Delta du Mékong       | 1 188 435              | 807            | 1 389,6          | 5                   |
| Đà Nẵng               | 1re-classe      | Côte centrale du Sud  | 887 435                | 599            | 1 256            | 6                   |
| Hải Phòng             | 1re-classe      | Delta du Fleuve Rouge | 1 837 173              | 1 250,1        | 1 507,57         | 7                   |